# Zoltán Beke
Zoltán Beke (Biseruca Alba, 30 giugno 1911 – Timișoara, 9 marzo 1994) è stato un calciatore rumeno, di ruolo attaccante.

## Palmarès

### Club

#### Competizioni nazionali
- Campionato rumeno: 4

Ripensia Timisoara: 1932-1933, 1934-1935, 1935-1936, 1937-1938
- Coppa di Romania: 2

Ripensia Timisoara: 1933-1934, 1935-1936